# Isotoma randiella
Isotoma randiella är en urinsektsart som beskrevs av Fjellberg 1978. Isotoma randiella ingår i släktet Isotoma och familjen Isotomidae. Inga underarter finns listade i Catalogue of Life.